# ناجي مخول
ناجي مخول هو ممثل وممثل صوت سوري.

## فيلموغرافيا

### تلفاز
- العراب - نادي الشرق. 2015
- سنعود بعد قليل. 2013
- بقعة ضوء ج9. 2012

### أدوار الدبلجة
- تشكين ليتل - تشيكن ليتل (النسخة العربية الفصحى)
- ثانوية الاستخبارات
- حريم السلطان - مصطفى باشا[2]

## روابط خارجية
- ناجي مخول على موقع IMDb (الإنجليزية)